# Antena HB9CV
La antena HB9CV fue desarrollada por el radioaficionado suizo Rudolf Baumgartner HB9CV en los años cincuenta.

La construcción de una antena de HB9CV

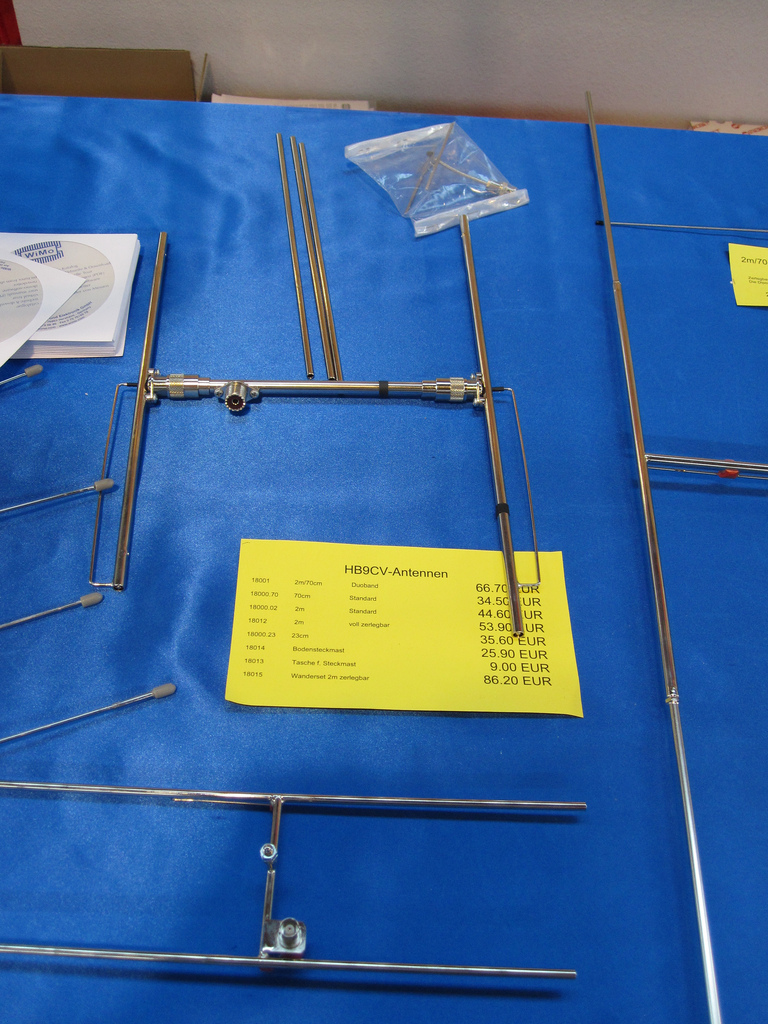
Antena HB9CV

La HB9CV permite una ganancia razonable, una buena relación de ganancia adelante/atrás, y sobre todo: dimensiones razonables. Es principalmente utilizada en las bandas altas de la HF y en la VHF.
Se considera que una HB9CV es equivalente a una antena Yagi de tres elementos, incluso ligeramente mejor.

## Construcción
Básicamente, es un dipolo con dos elementos activos separados 1/8 de la longitud de onda, entre los cuales un conductor establece un desfasaje de 225 grados para reforzar la ganancia. La HB9CV aporta una mejora a la Antena Yagi porque al no tener elementos parásitos, cuyo rendimiento es bajo, con sólo dos elementos activos se obtiene una buena ganancia. El precio a pagar es una mayor complejidad mecánica de construcción.

## Alimentación
La alimentación es en gamma (asimétrica) o en delta (simétrica).

## Ancho de banda
El ancho de banda es excelente: la Banda de 10m puede ser cubierta con una sola antena pese a su gran ancho de banda (1,9 MHz). El ROE aumenta lentamente hacia los extremos de la banda.